# Sidney George Reilly

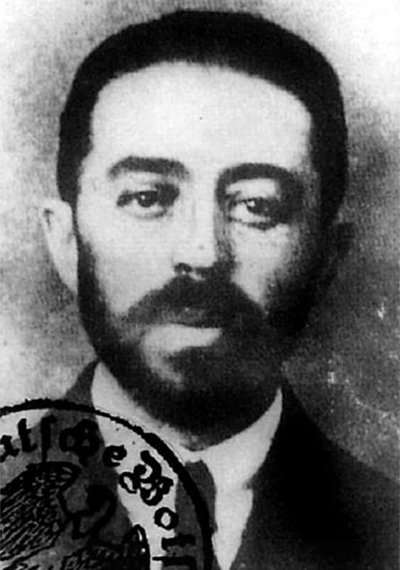
Sidney George Reilly in 1918

Luitenant Sidney George Reilly (vermoedelijk Odessa, 24 maart 1873/1874 - vermoedelijk Moskou, 5 november 1925) was een joods-Russische of -Oekraïense avonturier. Als geheim agent was hij voor het Verenigd Koninkrijk actief voor Scotland Yard, het Secret Service Bureau en later voor de Secret Intelligence Service. Reilly zou voor ten minste vier landen hebben gespioneerd en model hebben gestaan voor Ian Flemings karakter James Bond.
Reilly is bij het grote publiek bekend geworden doordat hij in de jaren 80 van de 20e eeuw werd vertolkt door Sam Neill in de Engelse televisieserie Reilly: Ace of Spies uit 1983. Deze serie ging vooraf door de muziek uit 'Romance of the Gadfly' van Sjostakovitsj en werd allengs populair. De televisieserie, geschreven door Troy Kennedy-Martin en gebaseerd op het boek Ace of Spies van Robin Bruce Lockhart, kreeg in 1984 de BAFTA TV award.    

## Biografie
Er zijn verschillende bronnen voor de geboorte, in Odessa (Oekraïne), van Sydney Reilly: geboren als Georgi Rosenblum op 24 maart 1873, als Zigmund Markovich Rozenblum op 24 maart 1874, of als Sigmund Georgievich Rosenblum op 24 maart 1874.  
Vermoedelijk werd hij door agent Superintendent William Melville van de Secret Intelligence Service (Engelse geheime dienst) reeds op jonge leeftijd gerekruteerd en werd hij geheim agent voor het Secret Service Bureau. Hij werkte onder de schuilnaam 'Pedro' onder meer in Brazilië voor een groep die 'Friends of Enlightenment' werd genoemd. Hij wist het leven van leden van deze groep te redden toen zij werden aangevallen door boze inlanders. Voor deze prestatie kreeg hij van de Britse agent Majoor Fothergill een bedrag van 1500 pond, een reis naar Engeland, en een Brits paspoort. Eenmaal in Engeland nam hij de naam Sidney Rosenblum aan. Hij was een zeer intelligent man die vloeiend zeven talen sprak. Werkzaam voor de geheime dienst kreeg hij de schuilnaam Sidney Reilly.  
Bij het uitbreken van de Eerste Wereldoorlog diende hij als vrijwilliger bij de Royal Flying Corps in Canada, in welke functie hij, in Duits uniform gekleed, een bijeenkomst wist bij te wonen van de hogere Duitse legerleiding (hiervoor ontving Reilly in 1919 het Military Cross). Hij verleidde de vrouw van een Russische Minister en wist zo informatie te krijgen over Duitse wapenzendingen naar Rusland, en spioneerde bij een Duitse vestiging van Krupps wapenfabrieken. Reilly werd in 1918 naar Moskou gezonden. Daar deed hij diverse pogingen om de regering van de Bolsjewieken te laten vallen en zelfs om Vladimir Lenin te vermoorden. Lenin ontsnapte aan de aanslag en Reilly wist snel terug te keren naar Engeland.  
In 1925 werd Reilly wederom naar Rusland gezonden om te spioneren binnen de Russische regering. Geheim agenten van de OGPU, de politieke politie van de toenmalige bolsjewistische inlichtingendienst Tsjeka, wisten met een list Reilly te lokken naar het bolsjewistische Rusland, waar hij aan de grens werd gearresteerd. Na zijn arrestatie werd hij naar de beruchte Loebjanka-gevangenis gebracht en ondervraagd. Het is onduidelijk gebleven of Reilly als gevangene van de OGPU daar ook gemarteld is.
Reilly hield vast aan zijn dekmantel als Brits onderdaan, geboren in het Ierse Clonmel en heeft - voor zover bekend - geen inlichtingen doorgegeven. Op 5 november 1925 werd Reilly in een bos in de omgeving van Moskou geëxecuteerd. Na de executie werd het lichaam van Reilly door agenten van de OGPU gefotografeerd; de foto's werden gezonden naar de Britse geheime dienst. 
- CiNii: DA16150148
- Gemeinsame Normdatei: 119534924
- International Standard Name Identifier: 0000 0000 8384 0638
- Library of Congress Control Number: n81017955
- Nationale Bibliotheek van Letland: 000211123
- Nationale Bibliotheek van Tsjechië: js20060120082
- Nationale Bibliotheek van Israël: 987007267058305171
- Nationale Bibliotheek van Polen: a0000003842806
- Nederlandse Thesaurus van Auteursnamen: 069896194
- Réseau des bibliothèques de Suisse occidentale: 02-A027515070
- SNAC: w6kd2tv4
- Virtual International Authority File: 54960309
- WorldCat: E39PBJjMx9cqGytdfmYf9pCRKd